# ۸۷۲ (خورشیدی)
۸۷۲ هشتصد و هفتاد و دومین سال هجری خورشیدی است.